# Apopka
Apopka is een plaats (city) in de Amerikaanse staat Florida, en valt bestuurlijk gezien onder Orange County.

## Demografie
Bij de volkstelling in 2000 werd het aantal inwoners vastgesteld op 26.642.
In 2006 is het aantal inwoners door het United States Census Bureau geschat op 35.563, een stijging van 8921 (33,5%).

## Geografie
Volgens het United States Census Bureau beslaat de plaats een oppervlakte van
64,6 km², waarvan 62,3 km² land en 2,3 km² water. Apopka ligt op ongeveer 30 m boven zeeniveau.

## Plaatsen in de nabije omgeving
De onderstaande figuur toont nabijgelegen plaatsen in een straal van 16 km rond Apopka.